# Susanne Gebert-Regehr
Susanne Gebert-Regehr (vorher Susanne Regehr; um 1930–nach 1974) war eine deutsche Schriftstellerin.

## Leben
Susanne Regehr stammt aus der  Familie Regehr in Westpreußen. 1957 lebte sie in dem Bergdorf Finkenberg in Tirol in Österreich.
1973 wohnte sie wahrscheinlich immer noch in Tirol. Aus jenem Jahr ist ein Brief von ihr an den österreichischen Autor Otto Grünmandl erhalten.
Der Geiger Martin Mumelter erinnerte sich
"Weiters wollte der Zufall, dass ich im damals weltabgeschiedenen Bergdorf Finkenberg die dort lebende Autorin Susanne Gebert-Regehr kennen lernte: Ein wild verrücktes, hoch intelligentes preussisches Geschöpf. Ab und zu erschien ein Gedicht von ihr in der „Zeit“, vor allem aber schrieb sie Hörspiele für die großen deutschen Sender. Wann immer ich sie besuchte las sie Texte vor, hervorragend rhythmisch, vibrierend – Musik mit anderen Mitteln. Natürlich habe ich sofort versucht, ebenso zu schreiben, selbst meine Handschrift glich sich der von Susanne an, und natürlich entwarf ich zunächst Hörspiele…"

## Werke
Susanne Gebert-Regehr verfasste zwei Bücher und  drei Hörspiele, die in sechs verschiedenen Produktionen in Deutschland, Österreich und den Niederlanden gesendet wurden. Außerdem veröffentlichte sie einige Gedichte in Zeitschriften.

### Bücher
- Vier grüne Wände, Roman, Rohrer, Innsbruck, Wien, Wiesbaden, 1957, als Susanne Regehr
- Pausenzeichen, Gedichte, Wien 1962, als Susanne Gebert-Regehr kurze Auszüge
- Ick loof alleene hinterm Sarg, in Hansjörg Schmitthenner (Hrsg.), Sechzehn deutsche Hörspiele, 1962, S. 241–251

### Zeitschriftentexte
Einige Texte von Susanne Gebert-Regehr wurden in der Zeit und anderen Zeitschriften veröffentlicht
- Berlin. (In der Nähe des Todes/Die rote Mauer/...), in Zeit , 37/1961, vom 8. September 1961[5]
- Oder-Neiße, Gedicht, in Zeit, 1964[6]

### Hörspiele
- Ich geh alleine hinterm Sarg, 1962, Bayerischer Rundfunk, Kurzhörspiel, Regie Sammy Drechsel, Sprecher Jo Herbst[7]; über einen Berliner Jungen, der nach dem Mauerbau seine Spielkameraden auf der anderen Seite verloren hat
- Ik loop allenig achter de kist, 1964, Katholieke Radio Omroep (KRO, Niederlande), Regie Léon Povel, Text-Übersetzung von Ich geh alleine hinterm Sarg/Ick loof alleene hinterm Sarg[8][9]
- Die traurige Maske der jungen Puppe pi, 1965, Bayerischer Rundfunk, Regie Rudolf Noelte, Original-Hörspiel
- Die traurige Maske der jungen Puppe pi, 1965, Österreichischer Rundfunk (ORF), Regie Hermann Brix[10]
- An der langen Leine, 1966, Bayerischer Rundfunk, Regie Hans Breinlinger; über eine zerbrochene Beziehung, in der sich die Frau im Rückblick nur benutzt fühlte
- An der langen Leine, 1968, Österreichischer Rundfunk (ORF), Regie Volkmar Parschalk[11]